# Буфалора-Бетоле (Бреша)
Буфалора-Бетоле је насеље у Италији у округу Бреша, региону Ломбардија.
Према процени из 2011. у насељу је живело 1928 становника. Насеље се налази на надморској висини од 128 м.